# Buer (quỷ)

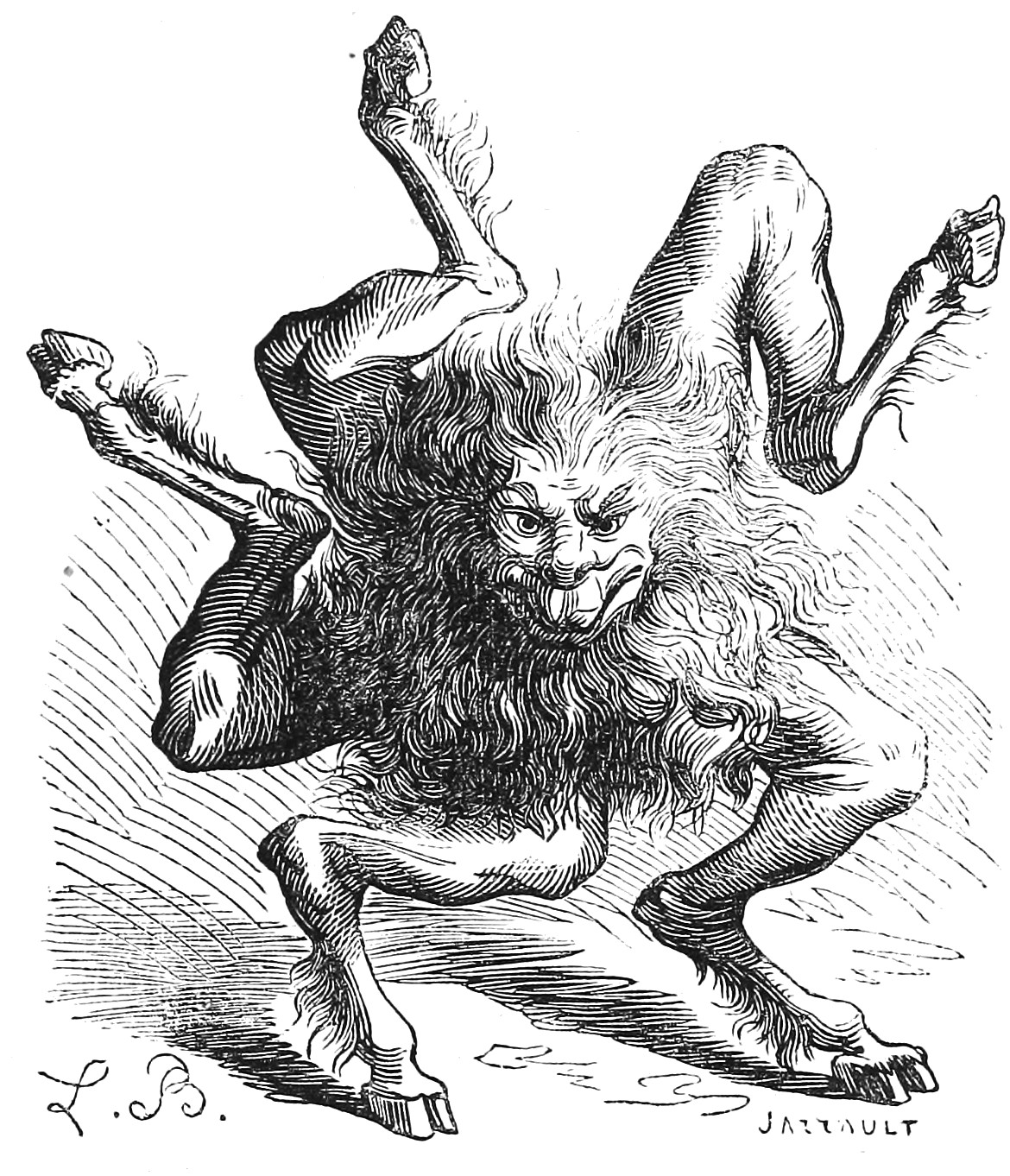
Hình minh họa quỷ Buer của Louis Breton trong cuốn Dictionnaire Infernal.

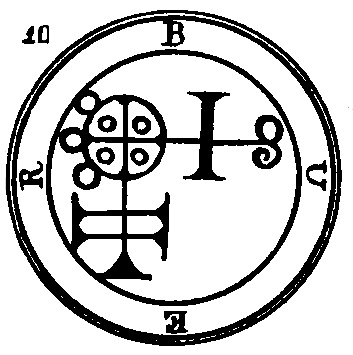
Con dấu của quỷ Buer

Buer là một con quỷ xuất hiện trong cuốn ma đạo thư pháp từ thế kỷ 16 có tên Pseudomonarchia Daemonum, trong cuốn sách Buer được miêu tả là thống soái vĩ đại của địa ngục và chỉ huy năm mươi quân đoàn quỷ. Buer xuất hiện khi Mặt Trời nằm ở cung Nhân Mã.
Buer là con quỷ thứ 10 trong Ars Goetia. Minh họa của Louis Le Breton từ Dictionnaire Infernal thì Buer được mô tả là có hình dạng của Nhân mã. Ngoài ra, Louis Breton đã tạo ra một hình minh họa về Buer, sau này được khắc hoạ dưới biệt hiệu M. Jarrault, miêu tả con quỷ có đầu sư tử và năm chân dê bao quanh cơ thể để đi theo mọi hướng và có khả năng chữa lành.